# 維利胡瓦特卡 (哈爾科夫區)
49°46′7″N 35°56′51″E / 49.76861°N 35.94750°E
維利胡瓦特卡（烏克蘭語：Вільхуватка）是位於烏克蘭東部的村莊，由哈爾科夫州哈爾科夫區的新沃多拉哈市鎮負責管轄。該村面積1.11平方公里，海拔高度107米，2001年人口603，人口密度每平方公里543.7人。